# Jagdschloss Waldsee

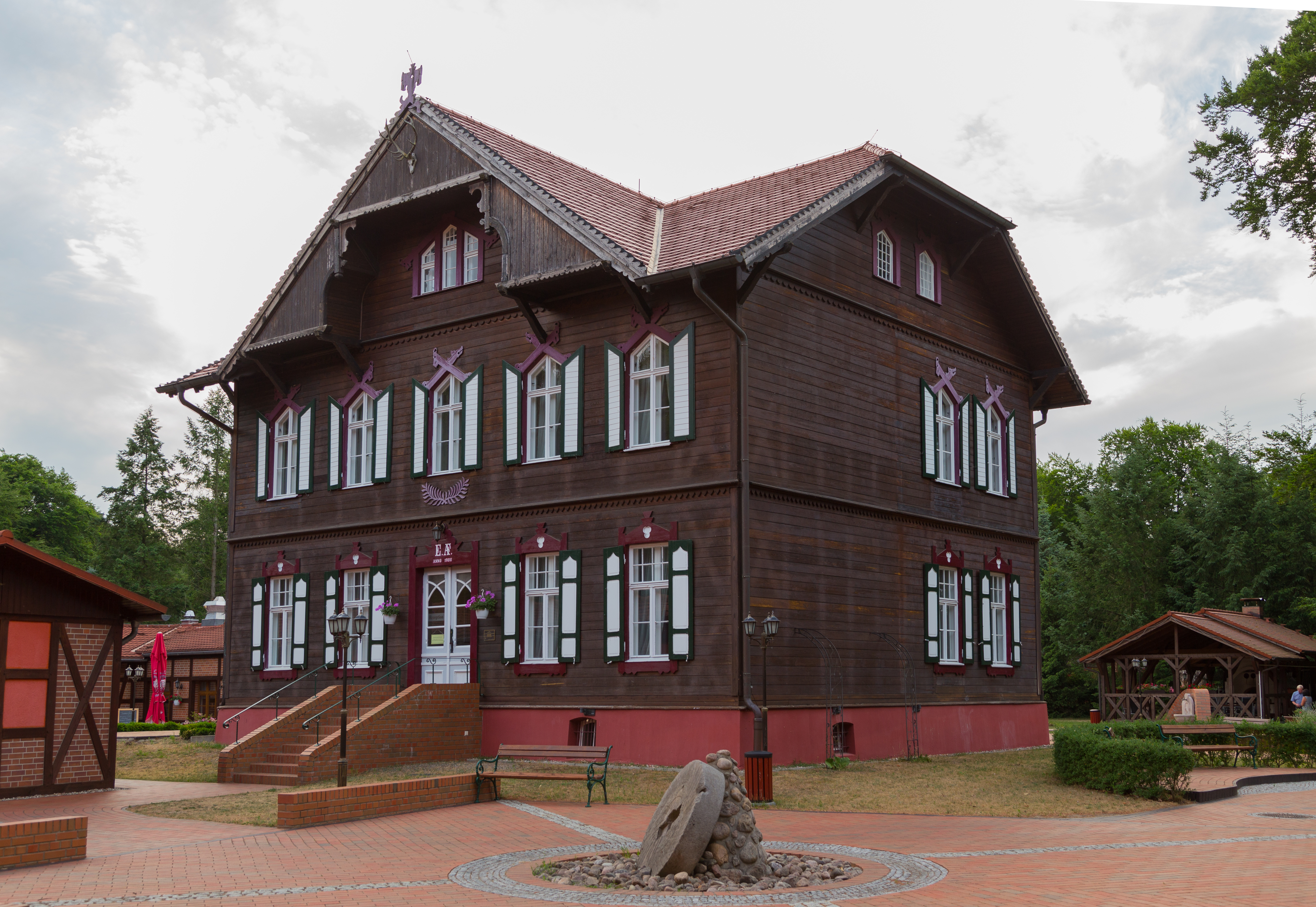
Das Jagdschloss Waldsee (2018)

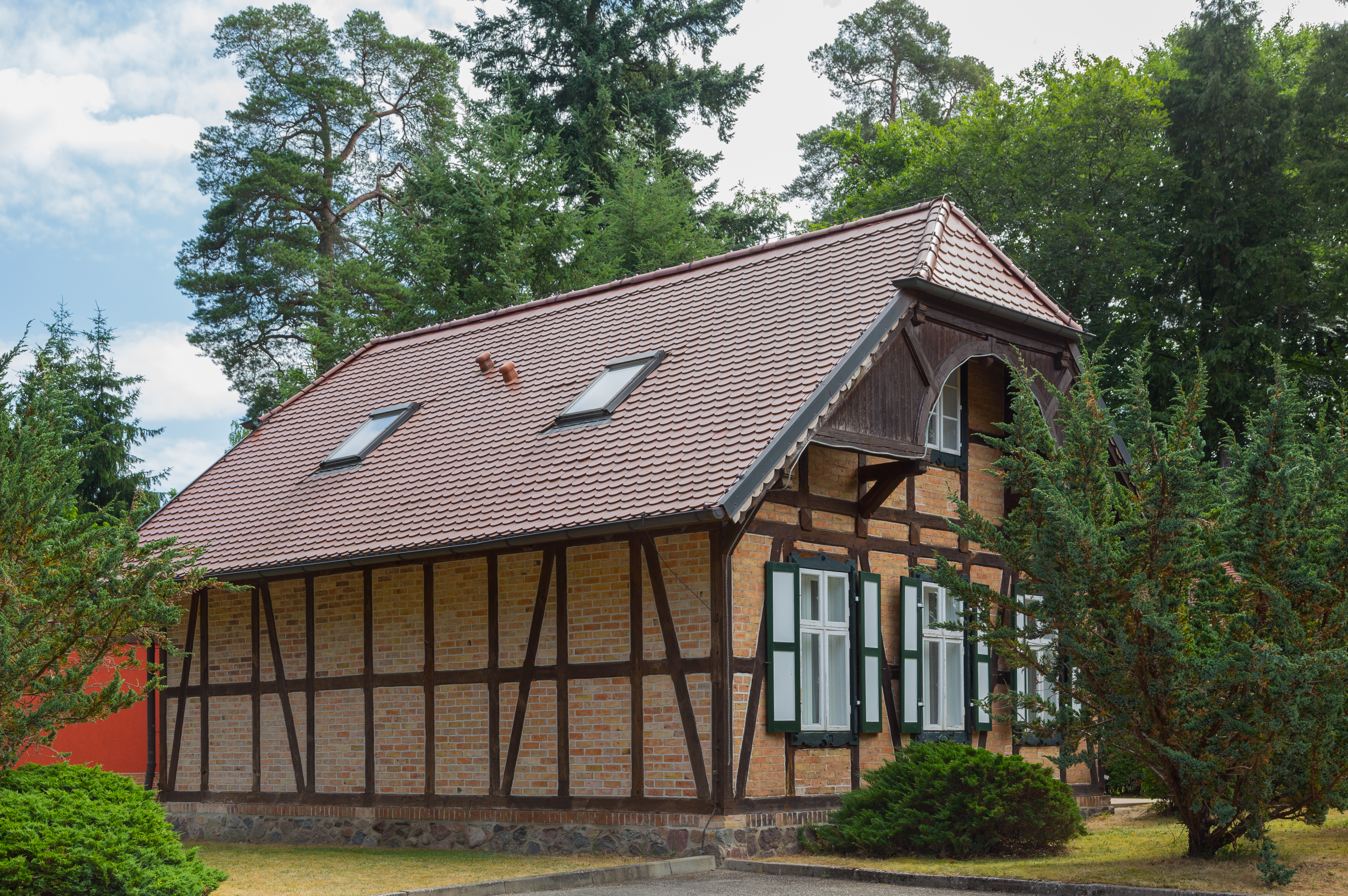
Das ebenfalls denkmalgeschützte Kutscherhaus neben dem Jagdschloss (2018)

Das Jagdschloss Waldsee ist ein ehemaliges Jagdschloss im Ortsteil Waldsee der Gemeinde Feldberger Seenlandschaft (Landkreis Mecklenburgische Seenplatte). Das unter Denkmalschutz stehende Gebäude liegt im Serrahner Teil des Müritz-Nationalparks und wird als Hotel genutzt.
Das Jagdschloss am Ufer des Schulzensees wurde von 1899 bis 1900 durch den Erbgroßherzog, späteren Großherzog von Mecklenburg [-Strelitz], Adolf Friedrich V., errichtet. Gleichzeitig entstand das 6000 Hektar große Lüttenhägener Wildgatter, welches der großherzoglichen Familie als Jagdrevier diente.
Nach 1916 ging das Jagdschloss durch Heirat mit Herzogin Marie von Mecklenburg-Strelitz in den Besitz von Prinz Julius Ernst zur Lippe-Biesterfeld über. In den 1930er Jahren wurde dort das erste Staatsjagdgebiet in Mecklenburg eingerichtet.
Nach einer Nutzung als Flüchtlings- und Lehrlingswohnheim der Forstverwaltung bis 1954 diente das Jagdschloss bis zum Ende der DDR als Erholungsheim des Ministeriums für Staatssicherheit. Dabei ging die historische Ausstattung des Schlosses vollständig verloren.
Seit Beginn der 1990er Jahre wurde der Schlosskomplex als Ausflugsgaststätte und Hotel genutzt. 2002 durch die Familie Bischoff erworben folgten aufwendige Restaurierungs-, Um-, Aus- und Neubauarbeiten. 2009 öffnete der umgestaltete Hotelkomplex wieder seine Pforten.